# 스카이월드와이드
스카이월드와이드(SKAI Worldwide)는 2013년에 설립된 코스닥 상장 AI 테크 솔루션 기업으로, 대한민국에 본사를 두고 있다. 관계형 데이터베이스(RDB)와 그래프 데이터베이스(GDB)를 결합한 하이브리드 멀티모델 그래프 DB기술을 보유하고 있으며, AI의 신뢰도와 효율성을 강화하는 Graph RAG(검색 증강 생성) 및 지식 그래프 온톨로지기술 솔루션 등 다양한 AI관련 기술 솔루션을 제공하고 있다. 2025년 1월 비트나인에서 스카이월드와이드로 사명을 변경하였다.

## 연혁
- 2025년
  - ㈜스카이월드와이드로 사명 변경
  - ‘AI 광고 제작’ 사업목적 추가
  - 스카이인텔리전스 공식 업무 협약(MOU) 체결
  - ‘AI 마케팅 솔루션부’ 신설
  - 아젠스그래프(AgensGraph v2.15.0) 출시
- 2024년
  - PGTS(PostgreSQL Technical Service) 출시
  - 생성형 인공지능 솔루션 GenAI 출시
  - 캐나다 TSX(The Toronto Stock Exchange) 상장
  - 마이크로소프트 GenAI 프로젝트 공식 계약
  - 글로벌 기업 CGI 납품계약 체결
  - 아젠스 에스큐엘(AgensSQL) PostgreSQL 16버전 업그레이드 적용
- 2023년
  - 아젠스 에스큐엘(AgensSQL v2.0) GS인증 1등급 획득
  - 한국철도공사 아젠스 에스큐엘(AgensSQL) 공급
  - 아젠스 에스큐엘(AgensSQL) PostgreSQL 15버전 업그레이드 적용
- 2022년
  - 아젠스 에스큐엘(AgensSQL v2.0) 출시
  - Apache AGE Top Level Project 승격 완료
  - 파키스탄 R&D센터 설립
  - 캐나다 지사 설립
- 2021년
  - 코스닥 증권시장 상장
  - AG Cloud Express 출시
  - 아젠스그래프(AgensGraph v.2.5) 출시
  - DSME 정보시스템(대우조선해양) 설계이력관리 시스템 구매
  - 헬로마켓 중고거래 플랫폼 지분 인수 및 수익분배형 공동 사업 계약 체결
  - 커넥 핀테크 플랫폼 PG데이터 분석용 AgensGraph License 납품 계약 체결
- 2020년
  - IDC 이노베이터[1] 혁신적 기술 제공기업 선정[2]
  - 아젠스그래프 익스텐션(AGE, AgensGraph Extension) 아파치 인큐베이션 프로젝트 채택
  - 아젠스 G-FDS(Agens Graph-based Fraud Detection) 이상거래탐지 솔루션 출시[3]
  - 아젠스 G-PAS(Agens Graph-based Predictive Analytics) 예측분석 솔루션 출시
  - 삼성SDI 2020년 시스템 운영 및 납품 S/W 유지보수 계약
  - 제 19회 소프트웨어 기업경쟁력 대상 수상
  - 美 아파치 재단 ‘AGE’ 인큐베이션 프로젝트 선정
  - 코스닥 기술특례 상장 기술성 평가 통과
- 2019년
  - SK주식회사 교원/인공지능수학개발 계약
  - 삼성SDI HPP Pack WEB 설계 자동화 시스템 구축
- 2018년
  - 아젠스브라우저(AgensBrowser Web v1.0) 출시
  - 아젠스그래프(AgensGraph) GS인증 1등급 획득
  - Series A 30억 투자유치(네오플럭스, 대덕벤처투자, 서울투자파트너스)[4]
  - 아젠스그래프(AgensGraph v2.0) 출시
  - UN 세계 식량계획(WFP) 그래프DB 솔루션 지원
  - 인텔(intel) - OEM 계약
- 2017년
  - 제주도 시각화 연구센터 설립
  - 아젠스그래프(AgensGraph v1.0) 출시
  - 한화S&C 빅데이터 & 그래프 데이터베이스 컨설팅 프로젝트
  - 한국인터넷진흥원 빅데이터 + AgensGraph 계약
- 2016년
  - 미국 Bitnine Global Inc 법인 설립(R&D센터 및 Sales Office)
  - 아젠스 에스큐엘(AgensSQL) GS인증 획득
  - PostgresSQL 9.4 공식 가이드 "Vol.2 SQL 언어" 출간
  - 기술신용보증기금 투자 유치
  - 한국인터넷진흥원 Graph Database 프로젝트 수주
  - K System 빅데이터 프로젝트 수주
  - 현대자동차 무중단 이전을 위한 DB 납품
- 2015년
  - 아젠스 에스큐엘(AgensSQL v1.0) 출시
  - 아젠스 에스큐엘(AgensSQL) 한국 저작권 위원회 등록
  - 전자정부 표준 프레임워크 상호호환성 인증서 획득
  - SK Telecom : Big Data 프로젝트 계약
  - 우리투자증권 : AgensSQL DB System 구축 계약(with IBM)
- 2014년
  - 기업부설연구소(R&D Center) 승인
  - Poongsan : Database System 구축 계약(with IBM)
  - NICE Korea : Remote&Monitoring System 구축 계약
- 2013년
  - (주)비트나인 설립
  - 아젠스(Agens) 개발

## 보유 제품
스카이월드와이드의 데이터베이스 통합 솔루션인 아젠스(Agens)는 라틴어로 고대 로마황제의 정보보좌관을 뜻한다. 이는 정보를 제공함에 있어 필요한 정보를 정확하고 빠르게 전달하고, 이러한 정보를 수집·가공하여 유의미한 정보를 제공하고자 하는 취지에서 만들어진 스카이월드와이드의 데이터베이스 통합 솔루션 명칭이다. Agens 제품군은 데이터 통합 및 데이터 관리, 실시간 그래프 분석 및 시각화를 지원한다.
- 아젠스 에스큐엘(AgensSQL): AgensSQL은 PostgreSQL에 대한 전문성과 노하우를 바탕으로 강력한 기능과 성능을 제공하는 오픈소스 기반의 관계형 DBMS이다. 글로벌 수준의 PostgreSQL Core 기술력 기반으로 Extension 개발 및 패키징, Code Level 분석 및 신속한 장애 대응, 오라클 호환성 등 타 DBMS 데이터 마이그레이션 지원 등을 제공한다.
- 아젠스그래프(AgensGraph): 관계형 데이터베이스와 그래프 데이터베이스를 통합하여 개발된 멀티모델 데이터베이스이다. 한 개의 질의문으로 통합 질의 할 수 있는 멀티모델 데이터베이스 아키텍처를 가지고 있어, 기존 RDB 사용자들도 마이그레이션 리스크 없이 사용이 가능하다.
- 아젠스브라우져(AgensBrowser): 그래프 데이터를 시각화하여 관리할 수 있는 웹 기반 시각화 도구로서, 맵 등의 외부 요소와 결합하여 표현이 가능하다.
- 아젠스데스크(AgensDesk): ChatGPT 기반 AgensSQL 제품에 관해 실시간으로 답변을 제공해주는 온라인 무료 챗봇 서비스이다. AgensSQL의 제품 매뉴얼과 외부 PostgreSQL 기반 DBMS 제품의 문서참조 및 웹상에 존재하는 연관 문서들도 폭넓고 신속하게 제공한다.
- 아젠스 G-FDS(Graph-based Fraud Detection System) : 복합적인 행위 관계를 기반으로 한 범죄행위 및 이상거래 탐지 솔루션으로, 기존의 FDS가 탐지하지 못한 미탐영역을 발견해 낼 수 있는 고도화된 이상거래탐지시스템(FDS)이다. 실제 금융보험, 공공기관 등 관련 업계에서 각광받고 있다.
- 아젠스 G-PAS(Graph-based Predictive Analysis System) : 그래프 기반의 예측분석 시스템으로, 프로퍼티 그래프 데이터 모델(Property Graph Data Model)을 사용한 고차원 분석을 지원해 순도높은 예측결과를 도출해낼 수 있다.
- AG Cloud Express: 그래프 데이터 시각화 툴을 서비스형 소프트웨어(SaaS) 형태로 제공되는 시스템으로, 별도의 서버나 장비 등 인프라에 구애받지 않고 설치 과정 없이 웹상에서 누구나 쉽게 무료로 그래프 DB를 사용해볼 수 있는 것이 가장 큰 장점이다.
- 아파치 AGE (Apache AGE): Apache AGE는 PostgreSQL의 확장 프로그램으로 그래프 데이터베이스 솔루션인 아젠스그래프(AgensGraph)의 주요 기능을 바탕으로 개발됐다. 이 시스템은 관계형과 그래프 데이터 모델을 관리하여 ANSI SQL과 openCypher를 함께 사용할 수 있는 하이브리드 쿼리가 가능한 단일 스토리지로 만든다.
- PGTS (PostgreSQL Tech-support Service): 국내 유일 PostgreSQL 코어 기술력을 보유하고 있는 스카이월드와이드가 PostgreSQL에 대한 전문성과 노하우를 바탕으로 제공하는 기술지원 서비스이다. 기존 서비스에 Tech Portal 시스템을 결합하여 신속성과 체계를 더해 2024년 4월 공식 서비스로 출시되었다. PGTS는 오픈소스 PostgreSQL Community 버전뿐만 아니라 상용 PostgreSQL 제품까지 포함하여 모든 PostgreSQL 제품을 대상으로 하고 있으며, 이는 전세계 사용성이 큰 폭으로 증가하고 있는 PostgreSQL의 수요와 니즈를 충족시키기 위한 서비스이다.

## 주요 사업영역
- 그래프 기술 사업 영역
  - 이상거래탐지 및 범죄행위탐지 : 그래프DB를 활용하여 금융권에서 대포통장 기반 사기를 방지한 사례가 있음. 통장의 소유주와 관련 정보를 기반으로 여러 통장 사이의 유사도를 분석해 대포통장 적발 / 보험 사기 의심건의 청구자 및 관련자들의 관계를 분석해 부당한 보험금 청구 적발
  - 성과관리시스템 : 제품 제조 과정의 모든 데이터와 협업 관계를 네트워크 구조로 구현한 협업, 성과 관리 시스템 구축.
  - 신약개발 및 바이오/헬스케어 분야 : 성분과 질병 증상 등 의약정보 간 관계를 그래프로 연결 분석해 신약 개발의 후보 물질군 데이터를 통해 신약 개발에 활용
  - 예측분석시스템 : 소셜 미디어 분석, 주택 정책 분석, 우범 여행자 행위 분석, 사이버 보안 위협 대응(CTI), AI기반 절연재료 처방 시스템, 금융규제 약관해석 시스템, 개인별 맞춤화 솔루션, 전자상거래 상품추천 서비스
  - 지식그래프 : 지식그래프 구축을 통한 단계별·개인별 맞춤형 교육 과정 추천시스템 / 그래프 쿼리를 통한 복합 질의의 이해와 응답이 가능한 지식그래프 기반의 챗봇 구축

- AI 기술 사업 영역
  - AI 마케팅 콘텐츠 제작
  - AI 3D 데이터 라벨링
  - AI 에이전트 솔루션 개발 및 서비스 판매
  - AI이커머스 초개인화 타겟팅
  - AI 공급망 최적화
  - AI 금융리스크 분석
  - AI 헬스케어 데이터 분석 및 연구 지원

## 해외 사업영역
2018년 인텔(Intel) 데이터 센터의 효율적인 구축 및 관리를 위한 메인 데이터베이스로 아젠스그래프를 공급한데 이어, 미국 및 유럽 각국을 대상으로 그래프데이터베이스 제품의 라이선스 판매 및 그래프 기술 전문 컨설팅 서비스 등으로 사업 영역을 확장해 나가고 있다.
2020년에는 벨기에의 루뱅 가톨릭대학교(KU LEUVEN), 독일의 소프트웨어 전문기업인 GK Software, 미국의 스마트 빌딩 관리 솔루션 업체인 Key2Act, 영국의 IT전문기업 LZLabs 등과 그래프 DB 공급 계약을 체결했다.
2024년에는 마이크로소프트(MS) AI 프로젝트에 아젠스SQL 젠AI(AgensSQL GenAI) 솔루션과 아젠스그래프를 에이지디비를 통해 납품하였다. 또한, 글로벌 정보기술(IT) 기업인 CGI와 AgensSQL GenAI의 그래프 DB 기반 검색증강생성(RAG) 기술을 탑재하여 스카이월드와이드만의 특화된 그래프 AI 알고리즘 기술을 적용하여 공급계약을 체결하였다.

## 아파치 인큐베이션 프로젝트 채택
‘Apache AGE’는 오픈소스 DB '포스트그레SQL'의 수요를 충족시키기 위해 기존 제품인 아젠스그래프를 자체 개발한 확장 프로그램이다. 지난 1월 아파치소프트웨어재단(ASF)의 '오픈소스 인큐베이션 프로젝트' 심사에서 심사위원의 만장일치로 선정됐다. 세계 최대의 오픈소스 재단인 ASF에서 지원하는 인큐베이션 프로젝트는 하둡, 톰캣, 스파크 등을 배출해온 '톱 레벨 프로젝트(TLP)'가 되기 위한 사전 단계로, 재단 멤버로부터 멘토링을 받으며 성장하는 단계이다. 짐 자기엘스키(Jim Jagielski) 아파치 재단 공동 설립자가 챔피언으로 참여했다. 현재는 톱 레벨 프로젝트 단계를 향해 세계 각국의 개발자들과 함께 개발에 매진 중이다. Apache AGE는 0.1버전부터 총 7차례의 출시를 거쳐 현재 1.0 버전까지 출시됐다.
2022년 6월, Apache AGE는 아파치 재단의 보드 미팅에 상정된 후 IPMC 위원 만창일치로 통과돼 탑레벨 프로젝트로 승격됐다.

## 수상내역
- 2017년
  - 제 16회 대한민국 SW기업 경쟁력 대상 - IT솔루션 우수상 수상[5]
- 2019년
  - 제 18회 대한민국 SW기업 경쟁력 대상 - 해외진출 우수상 수상[6]
- 2020년
  - 제 19회 SW기업경쟁력 대상 - 대상 수상[7]
  - 제 19회 SW기업경쟁력 대상 - 해외진출 우수상 수상
  - 2020 디지털 이노베이션 대상 - 대상 수상[8]